# George Frederick Root
George Frederick Root (Sheffield, Massachusetts, 1820. augusztus 30. – Bailey Island, Maine, 1895. augusztus 6.) neves amerikai zeneszerző, dalszerző. Ő írta 1862-ben a híres The Battle Cry of Freedom csatadalt.

## Korai évek
1820. augusztus 30-án született a massachusettsi Sheffieldben. Bostonban nőtt fel, zongorán George J. Webb tanította.
1845-ben New Yorkba költözött. A Church of the Strangers-egyház tagja lett; az Abbott Institute for Young Ladiesben zenét tanított. Ott ismerte meg Mary Olive Woodmant, akit feleségül vett. Hat gyermekük született: Frederick, Charles, Clara Louise, Arabella, May és Nellie.

## Sikerek
1850-ben már sikeres zenészként európai turnéra ment. Mikor visszatért az államokba, Boston-ban Lowell Mason tanársegédje lett a Boston’s Academy of Music zeneakadémián.
1851-ben Friedrich Wurzel álnév alatt trubadúr zenét írt (Wurzel(német)=Root(angol)).
1853-ban volt első nagy sikere a The Hazel Dell – Fanny Crosbyvel dolgozott együtt ebben az időben.
1855-ben újabb nagy siker következett be: Rosalie, The Prairie Flower.
1853-1858 között New Yorkban élt, társszerzője volt olyan neves zenészeknek, mint Mary S. B. Dana (Free As a Bird), Frances Jane Crosby (There’s Music in the Air) és Rev. David Nelson (The Shining Shore).
1959-ben Chicagóba költözött családjához, ahol a bátyjával kiadót vezetett (Root & Cady).

## A polgárháború
A polgárháború hatására a könnyű- és népzenétől a csatadalok felé fordult. 1863-ban írta meg a The First Gun is Fired, 1864-ben a The Battle Cry of Freedomot, amely a polgárháború himnuszává vált. Ebben az időben születtek meg a Just Before the Battle, Mother, Just After the Battle, Tramp, Tramp, Tramp, On, On, On the Boys Came Marching és a  The Vacant Chair dalok.
A háború végén visszatért a kiadóhoz. 1872-ben a University of Chicago a zene doktora címmel jutalmazta.

## Utánpótlás-nevelés, hagyatéka
Egyik alapító tagja volt a New York Normal Institute-nek, amelynek célja zenetanárok, karmesterek képzése volt.
1895. augusztus 6-án Bailey Island-i (Maine) nyári szállásán érte a halál. Híres himnusza sok hazafit inspirált; a dalt minden idők legnagyobb szabadságról szóló dalai közé sorolják. Őt magát pedig már 1970-ben felvették a Songwriters Hall of Fame jegyzékébe.